# Siège d'Alorna
Inde portugaise
Le siège d'Alorna en 1746 est un engagement militaire qui a lieu en Inde, entre les forces portugaises sous le commandement du vice-roi de l'Inde portugaise, Dom Pedro Miguel de Almeida Portugal, et celles de l'État Savantvadi, membre de la Confédération Marathe, qui est vaincu. C'est le couronnement de la carrière de Dom Pedro Miguel en tant que vice-roi et, en récompense de ses services rendus à la couronne portugaise, il reçoit plus tard le titre de Marquis d'Alorna .

## Contexte
En 1741, les Marathes envahissent les districts de Bardez et de Salcete dans le territoire portugais de Goa, étant ensuite contraints de se retirer par le vice-roi, le marquis de Louriçal . Ennemis des Portugais, les Bhonsles du Savantvadi voisin, qui font partie de la Confédération Marathe, sont contraints de faire la paix, mais reprennent peu après les hostilités contre Goa, harcelant sa navigation et attaquant ses territoires frontaliers .
Le fort d'Alorna est situé au bord de la rivière Arondem, à proximité des Ghats occidentaux . Bien qu'érigé dans un territoire bas défavorable, la qualité et l'extension de ses ouvrages de fortification en font une position importante, à partir de laquelle les Bhonsles lancent des raids successifs sur le territoire portugais, autour de Goa .
Considérant la prise du fort nécessaire pour assurer la sécurité de l'arrière-pays autour de Goa, en particulier du district de Bicholim, le Vice-roi Dom Pedro Miguel de Almeida Portugal e Vasconcelos décide de s'en emparer en 1746. Le fort est commandé par un proche parent du Sardesai .
Les forces portugaises comptent 900 hommes répartis en 6 compagnies de grenadiers et 17 compagnies légères, 900 cavaliers, 150 hommes répartis en 2 compagnies d'artillerie, 250 caçadores de Bardez et Salcette répartis en 2 compagnies, et 1 200 Cipayes .

## Le siège

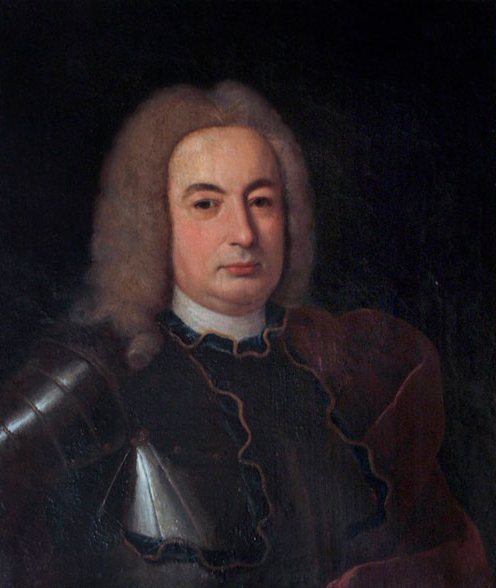
Le marquis d'Alorna.

Le matin du 4 mai 1746, les forces portugaises avancent vers Alorna par voie terrestre et fluviale, le vice-roi voyageant sur des navires légers remontant le fleuve. Vers 10 heures du matin, les bateaux portugais bombardent un ensemble de palissades en bois et en terre que les Bhonsles ont érigés sur les berges du fleuve en amont et garnies de 300 hommes, qui sont capturés par les grenadiers . Après la traversée de l'infanterie et de la cavalerie, ils marchent vers Alorna.
Le fort d'Alorna est construit à côté du fleuve et se compose d'un fossé extérieur, de murs extérieurs avec une seule porte, de douves intérieures et d'une citadelle carrée avec cinq tours . L'ensemble du complexe est entouré d'épais bois de bambous .
Les Portugais commencent le siège en attaquant la porte extérieure du fort, avec des haches et des explosifs à poudre, qui est brisée . Avant de pouvoir attaquer la citadelle intérieure, 300 cavaliers des Bhonsles tentent d'attaquer l'artillerie et les trains de bagages portugais, mais ils sont repoussés .
Pendant ce temps, les Bhonsles tentent également d'attaquer les navires portugais stationnés dans le fleuve Chapora avec 15 galvetas, mais ils ne parviennent pas à remonter le fleuve à cause de deux navires de guerre portugais déployés à l'embouchure de celui-ci.
Après cinq heures de combat, le fort est pris d'assaut par les grenadiers portugais, à la fois par sa porte, percée par des explosifs à poudre, et par une montée à l'échelle ,.

## Conséquences

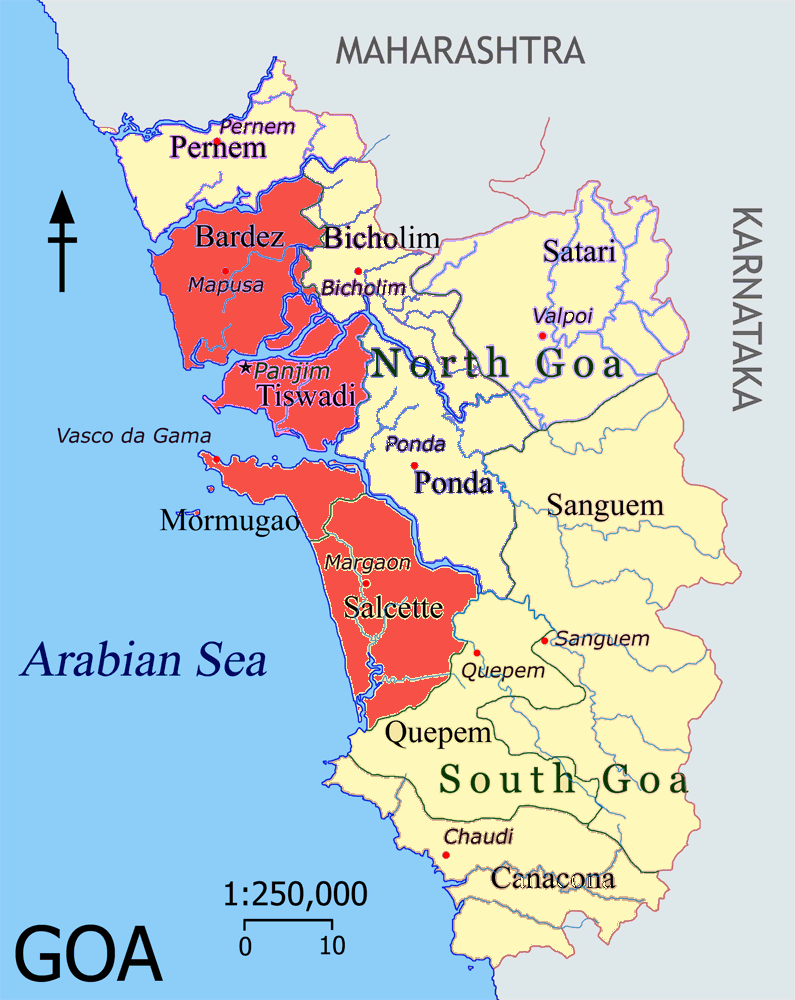
Nouvelles conquêtes (beige) et Anciennes conquêtes de Goa (rouge), Inde portugaise.

L'utilisation d'explosifs à poudre (petardos) pour faire exploser les portes d'Alorna s'avère décisive, car de telles armes n'ont jamais été vues ou utilisées dans la région auparavant .
Après sa capture, le fort est nommé Santa Cruz par les soldats portugais . Par la suite, les forts de Bicholim et Sanquelim sont également capturés ,. Plus tard la même année, entre novembre et décembre, les Portugais capturent les forts de Tiracol et Rarim . Deux ans plus tard, Neutim est capturé.
En 1758, les Bhonsles attaquent Alorna, Bicholim et Sanquelim, mais ne parviennent pas à les capturer .
Après avoir signé un traité, le gouvernement portugais restitue le fort d'Alorna aux Bhonsles en 1761 ,. Cependant, les raids sur le territoire portugais reprennent après la restitution du fort aux Marathes et comme le traité de paix n'est pas respecté, le fort est de nouveau capturé sur ordre du vice-roi Dom Frederico Guilherme de Sousa, le 25 août 1781 .